# Gaia (bier)
Gaia is een Nederlands bier dat sinds 2013 wordt gebrouwen door Oedipus Brewing in Amsterdam. Gaia maakt deel uit van het vaste assortiment van Oedipus Brewing. Het betreft een IPA met een alcoholpercentage van 7%. Het bier onderscheidt zich door zijn harsachtige en dennenachtige aroma's, afkomstig van de hopsoorten Cascade, Columbus, Chinook, Centennial en de fruitige tonen die worden toegevoegd door middel van dry-hopping met Amarillo-hop. Gaia is een troebel, donkergeel bier met een stevige schuimkraag die lang blijft staan.

## Smaak en aroma
Gaia heeft een fruitige geur met tonen van citrusvruchten, perzik en een lichte bloemengeur. In de smaak komen de perzik en citrusvruchten terug, samen met hints van mandarijn en abrikoos. De IPA beidt een balans tussen bitterheid en fruitigheid, beginnend met een grapefruitachtige bitterheid, gevolgd door fruitige tonen. Het bier heeft een licht romig mondgevoel en een droge afdronk.

## Onderscheidingen
In 2018 won Gaia een gouden medaille in de categorie "Amber Ale - IPA" tijdens de Dutch Beer Challenge. Drie jaar later, in 2021, ontving het bier een zilveren medaille in dezelfde categorie van dezelfde competitie. Bierexpert Fiona de Lange noemde het bier datzelfde jaar in haar top tien speciaalbieren.